# ستيلا مارتش
ستيلا مارتش (بالإنجليزية: Stella March)‏ (1916، لندن في المملكة المتحدة - 1 أغسطس 2010، أوكلاند في نيوزيلندا)؛ روائية بريطانية.